# 29-й механізований корпус (СРСР)
29-й механізований корпус — військове формування РСЧА в 1941 році.

## Історія
29-й механізований корпус був сформований у складі Забайкальського військового округу на території Монголії. Корпус був повністю укомплектований особовим складом. Станом на 20 лютого 1941 року в дивізіях, що увійшли до його складу, налічувалось 1011 танків.
Згідно з Постановою РНК СРСР і ЦК ВКП(б) від 24 квітня 1941 року управління 29-го механізованого корпусу було розформоване в травні 1941 року. Дивізії корпусу стали окремими в складі 17-ї армії Забайкальського ВО.

## Склад
- Управління і штаб;
- 57-а танкова дивізія (в/ч 8544, Баян-Терем) — командир — полковник Мішулін В. О.
- 61-а танкова дивізія (в/ч 8650, Тамцак-Булак) — командир — полковник Скворцов Б. М.
- 82-а моторизована дивізія (в/ч 8756, Баян-Тумен) — командир — полковник Карамишев Г. П.
- 30-й мотоциклетний полк (в/ч 8528, Баян-Тумен)

## Командування
- Командир корпусу: генерал-майор танкових військ Павелкін Михайло Іванович
- Начальник штабу корпусу: полковник Бутков Василь Васильович
- Заступник командира з політичної частини: бригадний комісар Лебедєв Петро Семенович